# 鳄梨日斑类病毒科
鳄梨日斑类病毒科（学名：Avsunviroidae）为病毒的一个科。其纲、目的地位未定。

## 下级分类
本科包括以下属：
- 鳄梨日斑类病毒属 Avsunviroid
- Elaviroid
- Pelamoviroid